# Минотавр (ракета-носитель)
Минотавр (англ. Minotaur, ’mɪnətɔ:r — Минотавр) — семейство американских, полностью твердотопливных ракет-носителей разработанных на основе маршевых ступеней МБР «Минитмен» и «Пискипер». РН разработана компанией Орбитальная научная корпорация по заказу ВВС США.
Согласно законам США, запрещающим продажи правительственного оборудования, РН «Минотавр» может использоваться только для запусков правительственных спутников и недоступна для коммерческих заказов.

## Модификации

### Минотавр-1
Американская лёгкая твердотопливная ракета-носитель Минотавр-1, предназначенная для запуска на низкую околоземную орбиту малых КА. Первая M55A1 и вторая SR19 ступени были заимствованы с баллистической ракеты LGM-30F «Минитмен-2», третья Orion 50XL и четвёртая Orion 38, а также головной обтекатель и система управления с ракеты-носителя Pegasus-XL. Также, предусмотрена опциональная пятая ступень HAPS для вывода нескольких спутников. Масса выводимой с мыса Канаверал полезной нагрузки составляет 580 кг на орбиту высотой 185 км и наклонением 28,5°; или 310 кг на солнечно-синхронную орбиту высотой 740 км с авиабазы Ванденберг.
Первый запуск ракеты-носителя Минотавр-1 состоялся 27 января 2000 года, когда на орбиту Земли было выведено одиннадцать спутников различного назначения. По состоянию на февраль 2011 года было произведено девять запусков ракеты-носителя Минотавр-1, все они были успешными.

### Минотавр-2
Трёхступенчатая суборбитальная ракета, также известная как Химера (англ. Chimera) и TLV, применяемая в интересах испытаний системы ПРО. В РН использованы первая ступень M55A1, вторая ступень SR19 и третья ступень M57 из состава МБР «Минитмен-2» и система управления корпорации Orbital Sciences. Забрасываемый вес — 440 кг ПН на дальность 6700 км по баллистической траектории.

### Минотавр-3
Суборбитальная ракета-носитель для испытаний системы противоракетной обороны, в которой использованы маршевые ступени МБР «Пискипер»:
- первая ступень SR-118,
- вторая ступень SR-119,
- третья ступень SR-120.

В качестве четвёртой ступени — Super HAPS.
Забрасываемый вес — 3060 кг ПН на дальность 6700 км по баллистической траектории.

### Минотавр-4
Четырёхступенчатая ракета-носитель, предназначенная для запуска на низкую околоземную орбиту высотой 185 км и наклонением 28,5° полезной нагрузки массой до 1725 кг (с мыса Канаверал). Аналогично Минотавру-3 разработана на базе 3-х маршевых ступеней выведенных из эксплуатации баллистических ракет Peacekeeper:
- первая ступень SR-118,
- вторая ступень SR-119,
- третья ступень SR-120,

четвёртая ступень Orion 38 (подобно Минотавру-1), из состава ракеты-носителя Pegasus или Star48V BV (в версии Minotaur IV+). Также, использован ряд технологий с других носителей OSC: обтекатель с РН Таурус (2,34 м в диаметре).
Первый пуск Minotaur IV состоялся 22 апреля 2010 года с авиабазы Ванденберг в Калифорнии.

### Минотавр-5
Minotaur V — разрабатываемая OSC пятиступенчатая модификация РН Минотавр-4. Конструктивная схема данной РН является общей с Минотавром-4, за исключением относительно малых изменений в части интеграции пятой ступени в конструкцию носителя. Комбинацию трёх предоставляемых правительством США ступеней МБР «Пискипер» с двумя коммерческими верхними ступенями планируется использовать для запуска малых космических аппаратов по высокоэнергетическим траекториям на геопереходные орбиты и для лунных миссий.

## История пусков
| Дата (UTC)                | Ракета-носитель  | Полёт | Полезная нагрузка | Стартовый комплекс | Траектория     | Результат       |
| ------------------------- | ---------------- | ----- | --- | ------------------ | -------------- | --------------- |
| 27 января 2000 03:03:06   | Minotaur I       | 1     | JAWSat (P98-1) (FalconSat1, ASUSat1, OCSE, OPAL, ASUSat-1, DARPA Picosat (2 спутника), ARTEMIS (3 спутника), StenSat) | Ванденберг SLC-8   | НОО            | Успешно         |
| 28 мая 2000 20:00         | Minotaur II      | 1     | OSP-TLV демонстратор технологий ПРО                                                                                   | Ванденберг LF-06   | Суборбитальная | Успешно         |
| 19 июля 2000 20:09:00     | Minotaur I       | 2     | MightySat II.1 (Sindri, P99-1), MEMS 2A, MEMS 2B                                                                      | Ванденберг SLC-8   | НОО            | Успешно         |
| 4 декабря 2001 04:59      | Minotaur II      | 2     | TLV-1 IFT-7 GMDS target mission                                                                                       | Ванденберг LF-06   | Суборбитальная | Успешно         |
| 16 марта 2002 02:11       | Minotaur II      | 3     | TLV-2 IFT-8 GMDS target mission                                                                                       | Ванденберг LF-06   | Суборбитальная | Успешно         |
| 15 октября 2002 02:01     | Minotaur II      | 4     | TLV-3 GMDS target mission                                                                                             | Ванденберг LF-06   | Суборбитальная | Успешно         |
| 11 декабря 2002 08:26     | Minotaur II      | 5     | TLV-4 GMDS target mission                                                                                             | Ванденберг LF-06   | Суборбитальная | Успешно         |
| 11 апрель 2005 13:35:00   | Minotaur I       | 3     | XSS-11 | Ванденберг SLC-8   | НОО            | Успешно         |
| 23 сентябрь 2005 02:24:00 | Minotaur I       | 4     | Streak (STP-R1) | Ванденберг SLC-8   | НОО            | Успешно         |
| 15 апреля 2006 01:40:00   | Minotaur I       | 5     | COSMIC (FORMOSAT-3)                                                                                                   | Ванденберг SLC-8   | НОО            | Успешно         |
| 16 декабрь 2006 12:00     | Minotaur I       | 6     | TacSat-2 / GeneSat-1                                                                                                  | MARS LP-0B         | НОО            | Успешно         |
| 21 марта 2007 04:27       | Minotaur II      | 6     | TLV-5 FTX-02 SBR target mission                                                                                       | Ванденберг LF-06   | Суборбитальная | Успешно         |
| 24 апреля 2007 06:48      | Minotaur I       | 7     | NFIRE | MARS LP-0B         | НОО            | Успешно         |
| 23 августа 2007 08:30     | Minotaur II+     | 7     | TLV-7 Mission 2a sensor target для КА NFIRE                                                                           | Ванденберг LF-06   | Суборбитальная | Успешно         |
| 24 сентября 2008 06:57    | Minotaur II+     | 8     | TLV-8 Mission 2b sensor target для КА NFIRE                                                                           | Ванденберг LF-06   | Суборбитальная | Успешно         |
| 19 мая 2009 19:55         | Minotaur I       | 8     | TacSat-3 / PharmaSat / AeroCube 3 / HawkSat I / CP-6                                                                  | MARS LP-0B         | НОО            | Успешно         |
| 22 апреля 2010 23:00      | Minotaur IV Lite | 1     | HTV-2a гиперзвуковой исследовательский аппарат                                                                        | Ванденберг SLC-8   | Суборбитальная | Вывод — Успешен |
| 26 сентября 2010 04:41    | Minotaur IV      | 2     | SBSS | Ванденберг SLC-8   | ССO            | Успешно         |
| 20 ноября 2010 01:45      | Minotaur IV HAPS | 3     | STPSat-2, FalconSat-5, Fastsat-HSV, Fastrac 1, Fastrac 2, O/OREOS, RAX, Nanosail-D, ГВМ S26 Ballast 1 и S26 Ballast 2 | Кадьяк LP-1        | НОО            | Успешно         |
| 6 февраля 2011 12:26      | Minotaur I       | 9     | NROL-66 | Ванденберг SLC-8   | НОО            | Успешно         |
| 30 июня 2011 03:09        | Minotaur I       | 10    | ORS-1 | MARS LP-0B         | НОО            | Успешно         |
| 11 августа 2011 14:45     | Minotaur IV      | 3     | HTV-2b гиперзвуковой исследовательский аппарат                                                                        | Ванденберг SLC-8   | Суборбитальная | Вывод — Успешен |
| 27 сентября 2011 15:49    | Minotaur IV      | 4     | TacSat 4 | Кадьяк LP-1        | СОО            | Успешно         |
| 6 сентября 2013 11:27     | Minotaur V       | 1     | аппарат LADEE | MARS LP-0B         | ВОО            | Успешно         |
| 20 ноября 2013 01:15      | Minotaur I       | 11    | ORS-3 (STPSat-3 вместе с 28 кубсатами)                                                                                | MARS LP-0B         | НОО            | Успешно         |
| 26 августа 2017 06:04     | Minotaur IV      | 5     | ORS-5 | CCAFS, SLC-46      | НОО            | Успешно         |
| 15 июля 2020 13:46        | Minotaur IV      | 6     | NROL-129 | MARS LP-0B         | НОО            | Успешно         |
| 15 июня 2021 13:35        | Minotaur I       | 12    | NROL-111 | MARS LP-0B         | НОО            | Успешно         |